# La Godivelle
 La Godivelle  es una población y comuna francesa, situada en la región de Auvernia, departamento de Puy-de-Dôme, en el distrito de Issoire y cantón de Ardes.

## Demografía
| 110 | 106 | 70 | 62 | 38 | 27 |
| Para los censos de 1962 a 1999 la población legal corresponde a la población sin duplicidades (Fuente: INSEE [Consultar]) |     |    |    |    |    |

En el censo de 1999 era la comuna menos poblada del departamento.